# Jean-Ignace Jacqueminot
Pour les autres membres de la famille, voir Jacqueminot.
Jean-Ignace Jacqueminot, comte de Ham (16 janvier 1754  à Naives-Rosières - 13 juin 1813 à Paris) était un homme politique français des XVIIIe et XIXe siècles.

## Biographie
Avocat dans sa ville natale, Jean-Ignace Jacqueminot alla exercer au parlement de Nancy où il se fit rapidement un nom dans le barreau. Ainsi que la plupart de ses confrères, il se déclara partisan de la Révolution française, mais défendit avec courage, dès le commencement, plusieurs de ceux qui s'y montrèrent opposés.
Favorisé par les circonstances, « il se poussa dans la voie des honneurs et des dignités ». Un événement particulier lui vint en aide : ce fut la célèbre émeute de Nancy, en 1790, laquelle préoccupa vivement l'Assemblée constituante. Le bruit s'était répandu que le colonel et le major du régiment suisse de Châteauvieux voulaient se retirer : les soldats à qui il était du un arriéré de solde, craignirent que les officiers n'emportassent avec eux la caisse et les drapeaux. Ils s'en emparèrent de vive force, conservèrent les drapeaux et confièrent l'argent à un magistrat. Denou, qui commandait à Nancy, voulut sévir et provoqua des troubles plus graves. L'Assemblée nationale constituante, sur le rapport d'Emmery, rendit à l'unanimité un décret qui déclarait les soldats suisses de Château-Vieux criminels de lèsenation, et ordonnait au bailliage de les poursuivre avec sévérité. Le régiment en révolte s'empara du commandant Denou et le mit au cachot. Le 21 août, on devait procéder à la reddition des comptes à l'Hôtel de ville, et le général Malsègne était chargé de présider à l'opération. Il voulut qu'elle s'exécutât dans la caserne, et il traita les Suisses avec une juste sévérité. Lorsqu'il voulut sortir de la caserne, un factionnaire l'arrêta. Reculant alors de quelques pas, Malsègne tira son épée et en frappa ce factionnaire. Des soldats accoururent aussitôt pour lui barrer le passage, mais il réussit à se faire jour en blessant trois hommes et s'enfuit du côté de Lunéville. Vigoureusement poursuivi, il allait être atteint et immolé à la vengeance des soldats, lorsqu'un homme se précipita entre les assaillants et le fugitif qu'il couvrit ainsi de son corps et auquel il sauva par conséquent la vie. Cet homme généreux était l'avocat Jacqueminot, connu dans la ville, non-seulement par son talent, mais aussi par sa franche adhésion aux principes révolutionnaires.
Il survécut à la Terreur révolutionnaire, au cours de laquelle il fut inquiété.
Le souvenir de sa conduite généreuse au cours de l'affaire de Nancy ne fut pas sans influence sur le choix du département de la Meurthe qui fit de lui, le 23 germinal an V (1797), en même temps que Boulay de la Meurthe, député au conseil des Cinq-Cents, par 173 voix sur 188 votants.
L'enthousiasme des premiers temps de la Révolution s'était refroidi en présence des événements tragiques qui avaient ensanglanté la France ; et Jacqueminot ainsi que les électeurs avaient perdu de cette énergie avec laquelle ils avaient salué les premiers élans de la liberté. Au reste, il demeura légiste dans cette assemblée politique, et toutes les paroles qu'il prononça, tous les vœux qu'il émit, toujours restreints dans la sphère de sa spécialité, eurent constamment pour but le retour à l'ordre et à la sécurité.
Il suivit à peu près la même ligne politique que son compatriote Boulay de la Meurthe, et jouit comme lui d'une grande faveur auprès du Directoire, surtout après la coup d'État du 18 fructidor an V, où il se rangea avec beaucoup de zèle du côté des « prescripteurs ».
En l'an VI, il s'opposa à ce que le Directoire remplaçât les présidents et accusateurs publics des tribunaux criminels. Dans la séance du 18 prairial de la même année, il présenta au conseil un projet de résolution relative aux testaments des militaires. Il avait été conduit à soulever cette question par une circonstance née du testament de François Séverin Marceau, qui fut attaqué devant les tribunaux, sous le prétexte qu'il avait été fait en pays étranger.

« S'il est, s'écriait-il, un instant où la France attendrie doive en quelque sorte se pencher vers eux (les militaires) pour prêter une oreille plus attentive, c'est lorsque expirant pour elle ils lui recommandent leur dernier soupir. C'est alors qu'il faut entourer ces illustres victimes de cette consolante illusion qu'elles peuvent se survivre à elles-mêmes en portant leurs affections au-delà du tombeau, que quelque chose de grand restera d'elles dans ces dépouilles guerrières dont elles peuvent confier l'honneur à quelques braves frères d'armes. »

Après ces paroles nobles et animées, il conclut, avec la commission dont il était rapporteur parlementaire, en demandant que le militaire pût disposer testamentairement de ce qu'il possédait et avait acquis comme tel. Il fut nommé peu de temps après rapporteur du projet de loi sur le code hypothécaire et d'un autre travail sur la loi des successions. Il soutint l'impôt sur le sel, et vota constamment pour la compression de la presse. 
Du reste il ne s'occupa guère dans cette assemblée que d'affaires judiciaires et administratives, et il se fit remarquer dans deux occasions par ses opinions contre la liberté de la presse, d'abord quand il s'agit de mettre les journaux sous le pouvoir du Directoire, ensuite en combattant un projet de Théophile Berlier qui, selon lui, laissait trop de latitude aux journalistes.
Jusqu'au 18 fructidor, il parut lié avec le parti clichien dont on l'appelait « Le Tambour-major », mais il s'en sépara et parut s'attacher au Directoire afin d'échapper aux proscriptions de cette journée.
En l'an VII, il demandait qu'un délai de deux années fût accordé aux émigrés pour le paiement de leurs dettes. Il s'opposa ensuite à ce que les élections des juges fussent révisées. Il encourut ainsi doublement le reproche d'incivisme.
Jacqueminot poussait à la réaction et à la ruine du Directoire, gouvernement « bâtard » qui n'appartenait déjà plus à une république et pas encore à une monarchie, mais il y poussait ainsi que tant d'autres, sans se rendre compte du but qu'il allait atteindre.
Lorsque vint « enfin cette époque glorieuse du Consulat, dont la mission était de couvrir de grands monuments les ruines que les années précédentes avaient laissées partout derrière elles », Jacqueminot, qui s'était rallié avec empressement au coup d'État du 18 brumaire, fut nommé membre et président de la commission intermédiaire qui remplaça alors le conseil des Cinq-Cents le lendemain 19 brumaire. Il prononça, dans la séance de clôture du 3 nivôse an VIII, un discours dans lequel il retraçait les vices de l'ancienne administration et les sages mesures prises depuis le 18 brumaire pour en effacer les traces. Dans ce discours, il félicita la commission de ce qu'elle avait fait pour le bonheur de la France, il la félicita d'avoir appelé au pouvoir un homme chargé de remplir le rôle de Washington, et termina par ces exclamations d'enthousiasme : « Vive la République ! Vive à jamais, pour le bonheur des Français, le pacte social de l'an VIII » !
Associé par le chef de l'État à l'édification du Code civil, ce fut lui qui, le 4 nivôse an VIII, jour de son admission au Sénat conservateur, lut le rapport de la commission chargée de préparer ce travail. Il émit les principes d'une législation conforme aux institutions nouvelles, en ce qui concernait la propriété et le mariage. Sur ce dernier point, il se montra partisan du divorce. Il présenta le droit romain comme devant servir non de règle, mais de modèle, et déclara qu'il considérait comme chose impossible la création d'un projet complet sur cette matière, car une œuvre aussi grandiose, aussi large dans son ensemble, aussi exigeante de réflexions profondes dans ses détails, ne pouvait être produite d'un seul jet.
Dans un autre rapport interprétatif de la loi du 17 nivôse sur les successions, il posa en principe que la révision des procès criminels devait être admise lorsqu'il était prouvé par un second jugement que le premier avait été rendu sur faux témoignage ou pièces falsifiées. Cet esprit élevé et capable de si justes déductions avait depuis longtemps rendu la presse responsable des excès commis pendant la terreur ; aussi, appuyait-il à cette époque, avec la plus opiniâtre énergie, la censure des journaux. C'était chez lui une conviction profonde à laquelle il demeura toujours attaché, bien que sur d'autres questions il ne retrouvât chez lui aucune trace de celle tendance rétrograde, témoins ces paroles qu'il avait fait entendre au conseil le 9 brumaire an VIII : « Il faut, disait-il alors à propos du jury, que la formation de la liste du jury soit indépendante de telle ou telle influence, elle est la propriété sacrée des prévenus. »
Depuis son entrée au palais du Luxembourg jusqu'à sa mort, le comte Jacqueminot ne prit pas une part importante aux affaires et sembla rechercher l'obscurité. Le Moniteur universel ne le cite plus que comme membre du conseil particulier du Sénat en l'an XII, en 1807, 1808 et 1809.
Le premier Consul n'oublia pas Jacqueminot dans la répartition de ses faveurs. Il le nomma, titulaire de la sénatorerie du département du Nord à Douai par un sénatus-consulte du 5 vendémiaire an XII (1803).
Devenu empereur, Napoléon Ier dira de lui : « Jacqueminot a beaucoup de connaissances en législation et un esprit fort juste ».
Membre de la Légion d'honneur le 9 vendémiaire an XII, puis commandeur du même ordre le 25 prairial suivant, il fut créé par l'empereur comte de Ham et de l'Empire le 26 avril 1808. C'est au milieu de ces honneurs qu'il mourut à Paris, le 13 juin 1813. Il fut inhumé dans les caveaux du Panthéon de Paris, sépulture des grands hommes. Son confrère Bernard Germain de Lacépède prononça son oraison funèbre.

### Vie familiale
Fils de François Jacqueminot ( ✝ 1788 - Nancy) et Marie Gueniot ( ✝ 1816), Jean Ignace épouse, le 18 juin 1776 à Nancy, Marie Claire Dumaire (1750 - Nancy ✝ 1820). Ensemble, ils eurent :
- Jean Baptiste François (3 octobre 1781 - Nancy ✝ 10 juin 1861 - La Poterie (Loiret)), 2e comte de Ham, intendant militaire, conseiller d'État en service ordinaire, pair de France (7 novembre 1832), Grand officier de la Légion d'honneur, marié avec Amélie von Christmann (1789 ✝ 1844), dont :
  - Antoinette Claire Amélie (10 mars 1815 - Paris ✝ 1er mai 1888 - Genève), mariée, le 12 août 1835 à Paris, avec Gaspard Lesne de Molaing (1804-1884), receveur général des finances de l'Ain, dont postérité ;
  - Pauline (1817 ✝ 19 septembre 1818) ;
  - Édouard (23 mars 1820 - Paris Ier ✝ 31 janvier 1893 - Paris VIIIe), maître des requêtes au Conseil d'État, marié, le 21 juillet 1870 à Paris VIIe, avec Nora Maria Mac Swiney (9 octobre 1843 - Macroom (comté de Cork, Irlande) ✝ 4 mars 1884 - Paris), fille de Valentin Mac Swiney (14 février 1806 - Macroom ✝ 16 juin 1862 - Macroom), esquire major au 2e régiment de Lanciers, et belle-sœur du Dr Noël Guéneau de Mussy. Veuf, il se remaria, en 1885, avec la cousine sa défunte épouse, Elisa Mac Swiney (3 juillet 1853 - Macroom ✝ 1922), fille de Joseph Mac Swiney (27 novembre 1811 - Macroom ✝ 12 mai 1877 - Paris VIIe). Édouard eut un enfant de chacun de ses mariages :
    - une fille, mariée à un Mac Leod ;
    - un fils, marié, sans postérité ;

  - Caroline, mariée, dont postérité ;
  - Marie (1827 ✝ 1871), mariée avec Amédée Louis Lesourd (1813 ✝ 1876), conseiller général du Loiret, dont postérité ;
- Jean-François (23 mai 1787 - Nancy ✝ 3 mars 1865 - Meudon), baron de l'Empire puis vicomte de Ham, général de brigade, député de la Seine, député des Vosges, pair de France (27 juin 1846), grand officier de la Légion d'honneur, marié le 3 décembre 1834 avec Sophie Angélique Vanlerberghe (21 août 1864), fille de Ignace-Joseph Vanlerberghe, munitionnaire-vivrier, puis banquier à Paris. Mariage sans postérité.

## Fonctions
- Avocat au parlement de Nancy (1789) ;
- Député de la Meurthe au conseil des Cinq-Cents (23 germinal an V (1797)) ;
- Membre et président de la commission intermédiaire des Cinq-Cents (19 brumaire an VIII) ;
- Membre du sénat conservateur (4 nivôse an VIII).

## Titres
- Titulaire de la sénatorerie du département du Nord à Douai (sénatus-consulte du 5 vendémiaire an XII (1803)) ;
- Comte Jacqueminot et de l'Empire (lettres patentes du 26 avril 1808, Bayonne[2]) :
  - Institution de majorat attaché au titre de comte de Ham au profit de Jean, Jacques Jacqueminot, accordée par lettres patentes du 13 mars 1813, au Trianon[3].
  - Confirmation du titre par ordonnance royale du 10 mars 1815 en faveur de son fils aîné Jean Baptiste François[4].

## Distinctions
- Légion d'honneur[5] :
  - Légionnaire (9 vendémiaire an XII), puis,
  - Commandant de la Légion d'honneur (25 prairial an XII).

## Armoiries
| Figure | Blasonnement |
|        | Armes du comte de Ham et de l'Empire Fond d'or chargé d'une branche d'oranger de sinople, fleurs d'argent, un fruit au naturel, ; au franc-quartier des comtes sénateurs brochant. - Livrées : azur, jaune et blanc. |